# Макарий (Маркиш)
Иеромонах Макарий (в миру Марк Симонович Маркиш; род. 13 мая 1954, Москва) — иеромонах Русской православной церкви, клирик Иваново-Вознесенской епархии. Церковный публицист, миссионер, как в традиционном понимании, так и в интернет-пространстве, на радио, телевидении, в прессе. Автор многочисленных книг в жанре открытый разговор. Защищал Людмилу Любимову, обвинённую в убийстве и пытках детей в православном приюте милосердия, и выступал против освещения данной темы в СМИ. Публикации отца Макария можно встретить в аналитическом обозрении «Радонеж», в информационно-аналитической службе «Русская народная линия», в журналах «Фома», «Нескучный сад», «Русский дом» и Orthodox Life (США), в интернет изданиях «Православие и мир», «Истина», «Православие.ru», «Милосердие.ru», «Одигитрия» и многих других.

Активный участник православной сети «Елицы», созданной по благословению Патриарха Московского и Всея Руси Кирилла для объединения православных христиан.

Участник миссионерского интернет-проекта «Батюшка онлайн» «ВКонтакте» (до марта 2015 года), отмеченного Патриархом Московским и всея Руси.
Основатель и руководитель миссионерского интернет-проекта «Вопросы батюшке», православная социальная сеть «Елицы» (с марта 2015 года).
Ведёт страницу «Священник отвечает».
Участник телепроекта «Медиа отец», частый гость ТВ «Союз».
Стал одним из героем спецпроекта журналиста Дарьи Бурлаковой «Жизнь как право», который вышел в «Коммерсантъ» в 2024 году. В своем интервью рассказал, что допускает  применение смертной казни, несмотря на то, что его дед поэт Перец Маркиш был расстрелян в 1952 году.

## Биография
Родился в 1954 году в Москве. Отец Симон Маркиш, переводчик, филолог, литературовед, профессор Женевского университета (1974—1996). Мать Инна Бернштейн, переводчик. Внук еврейского поэта Переца Маркиша, правнук поэтессы Рохл Бернштейн.
В 1971 году окончил 2-ю физико-математическую школу в Москве. Выпускник отделения автоматизированных систем управления Московского института инженеров транспорта. В середине 1980-х с семьёй эмигрировал в Америку. Имеет сына и дочь. С 1985 года работал программистом в США.
В канун праздника Богоявления в 1987 году принял крещение в Богоявленском храме Бостона. В 1999 году окончил Свято-Троицкую духовную семинарию в Джорданвилле (штат Нью-Йорк).
В 1994 и 1998 годах приезжал на Родину. В мае 1999 года во время бомбардировок Сербии бесповоротно решил вернуться в Россию, что и осуществил в 2000 году.
Вскоре по возвращении в Москву по благословению епископа Ивановского Амвросия (Щурова) переехал в Иваново, где поступил послушником в Свято-Введенский монастырь. Здесь в 2002 году принял монашеский постриг, в 2003-м был рукоположён в сан священника. С 2002 года отец Макарий преподаёт на кафедре богословия и общих церковных дисциплин Иваново-Вознесенской духовной семинарии, где и живёт в настоящее время.
Иеромонах Макарий — автор многих книг и публикаций, является одним из разработчиков «Основ учения Русской православной церкви о достоинстве, свободе и правах человека», принятых Архиерейским собором РПЦ в 2008 году. Настоятель храма в честь Иваново-Вознесенских святых в городе Иваново в 2012—2013 годах.
В настоящее время клирик Успенского кафедрального собора города Иваново. Несёт послушание руководителя Епархиального отдела по взаимоотношениям Церкви с обществом и СМИ Иваново-Вознесенской епархии, возглавляет епархиальную комиссию по вопросам семьи и материнства. Работает в правлении двух общественных групп: комитета защиты семьи, детства и нравственности «Колыбель» и Христианской ассоциации молодёжи и семьи.

## Книги
- «Давайте уничтожим ад!» Сборник: Иеродиакон Никон (Муртазов), Иеромонах Макарий (Маркиш). «Благо». 2005, Эл. формат
- «Лицом к лицу: вопросы жизни». «Даниловский Благовестник». 2008
- «Уроки любви» (недоступная ссылка). «Даниловский Благовестник». 2008
- «Неудобные вопросы и непредвзятые ответы» Сборник. «Даниловский Благовестник». 2010
- «Американский просветитель русского народа» Переводы работ иеромонаха Серафима (Роуза). «Никея». 2010
- «Псевдоправославие. Вопросы и ответы». «Никея», 2010, Эл. формат (право из-ва)
- «На пороге Церкви. Вопросы и ответы». «Никея». 2011, [http://www.nikeabooks.ru/production/archive/obj_39/ Эл. формат(право из-ва)
- «Мужчина и женщина. Вопросы и ответы». «Никея». 2011, Эл. формат(право из-ва)
- «Чтоб жизнь прожить… Беседы перед венчанием и немного после». «Даниловский Благовестник». 2011, «Никея», 2013], Эл. формат(право из-ва)
- «Шаг на встречу. Три разговора о крещении с родителями и крестными». «Никея». 2011, 2013, Эл. формат(право изд-ва)
- «Готовиться к жизни вечной» «Даниловский Благовестник». 2012
- «Этот плохой хороший интернет. Техника безопасности в компьютерных сетях» Сборник. «Даниловский Благовестник». 2013
- «Таинство Крещения: Беседы с родителями и крестными». «Никея». 2014
- «Ключи от Неба, или Руководство к действию»(«Даниловский Благовестник»2014)
- Таинство Крещения: беседы с родителями и крестными / иеромонах Макарий (Маркиш). — Москва : Никея, 2015. — 127 с.; 21 см; ISBN 978-5-91761-428-1 : 5000 экз.

## Публикации и эфиры 2015 год
- «Иеромонах Макарий (Маркиш): Давка возникшая во время раздачи кулича знакома многим священникам» «Православие и мир» 13.04.2015
- «Приложение „Помощник в Исповеди“ — это игра с огнём»«Православие и мир» 02.04.2015
- «Соцсесть „ЕЛИЦЫ“ делает церковь открытой для всех» «Православие.ru» 24.03.2015
- ТВ"Союз" Беседы с батюшкой 9.03.2015
- Радиоэфир «ВОСКРЕСЕНИЕ» Точка зрения — 82 26.02.2015
- Радиоэфир «ВОСКРЕСЕНИЕ» Точка зрения — 81 26.02.2015
- «Гордость — это штаб-квартира дьявола в душе»"Православие и мир" 15.01.2015
- ТВ"Союз" Беседы с батюшкой: «Рождество Христово». 06.01.2015

## Публикации и эфиры 2014 год
- «Как добыть Жар-птицу счастья?» «Православие и мир» 31.12.2014
- Радиоэфир «ВОСКРЕСЕНИЕ» Точка зрения — 76 19.12.2014
- Радиоэфир «ВОСКРЕСЕНИЕ» Точка зрения — 75 11.12.2014
- КНИГА «Ключи от Неба, или Руководство к действию»(«Даниловский Благовестник»2014)
- «Осенний цветок, или Дар рассуждения. Истинное происшествие» «Православие и мир» 26.11.2014
- «Основу русской культуры составляет православие» «Православие и мир» 12.11.2014
- ТВ"Союз" «Беседы с батюшкой» 11.11.2014
- «Человек вам завидует? Сделайте ему комплимент» «Православие и мир» 27.10.2014
- Радиоэфир «ВОСКРЕСЕНИЕ» Точка зрения — 70 «Церковь и гомосексуалисты» 24.10.2014
- Радиоэфир «ВОСКРЕСЕНИЕ» Точка зрения — 69 «Четырехдневная рабочая неделя» 24.10.2014
- «…Да в ней намек» «Православие и мир» 20.10.2014
- ТВ"Союз" «Беседы с батюшкой» 20.10.2014
- О сносе памятника Ленину: «Что немцу здорово, то русскому смерть» «Православие и мир» 02.10.2014
- «Чтобы слово не было праздным…» «Православие.ru» 01.10.2014
- «Воровать, но отдавать часть денег на благие дела?»"Православие и мир" 25.09.14
- «Портрет гуся, или Как извлечь пользу из злословия» «Православие и мир» 23.09.14
- «„Выплеск эмоций“, или Как поставить заслон злу?» «Православие и мир» 10.09.2014
- ТВ"Союз" «Беседы с батюшкой» 25.08.2014
- Радиоэфир «ВОСКРЕСЕНИЕ» Точка зрения — 64 28.08.2014
- Радиоэфир «ВОСКРЕСЕНИЕ» Точка зрения — 63 21.08.2014
- ТВ"Союз" «Беседы с батюшкой» 4.08.2014
- ТВ"Союз" «Беседы с батюшкой» 30.06.2014
- Радиоэфир «ВОСКРЕСЕНИЕ» Точка зрения — 56 26.06.2014
- Радиоэфир «ВОСКРЕСЕНИЕ» Точка зрения — 55 19.06.2014
- «Как подражать Петру и Павлу?» «Православие и мир» 17.06.2014
- «Любовь к отеческим гробам» «Православие и мир» 7.06.2014
- КНИГА «Таинство Крещения: Беседы с родителями и крестными»(«Никея»2014)
- «Христианская жизнь: инструкция по эксплуатации» «Православие и мир» 16.05.2014
- « О дне Православного Мужчины: проблема датировки» «Православие и мир» 11.05.2014
- «Осуждает ли Христос богатство?» «Православие и мир» 7.05.2014
- Как сектанты «исследуют Писания» «Центр религиоведческих исследований во имя священномученика Иринея Лионского» 28.04.2014
- ТВ"Союз" «Беседы с батюшкой» 20.04.2014
- «Если я вижу выгребную яму, то я не сую туда нос» «Русская народная линия» 16.04.2014
- «Двоюродные братья. Обмен талантами в XXI веке» «Православие и мир» 15.04.2014
- «Порядочность и честность делают Путина самым популярным лидером на Западе» «Русская народная линия» 11.04.2014
- Радиоэфир «ВОСКРЕСЕНИЕ» Точка зрения — 51 10.04.2014
- Радиоэфир «ВОСКРЕСЕНИЕ» Точка зрения — 50 03.04.2014
- «Христос „для лохов“ и „для конкретных пацанов“» «Православие и мир» 01.04.2014
- ТВ"Союз" «Беседы с батюшкой» 24.03.2014
- «Паралимпийцы стали для нас образцами правильного отношения к жизни и страданиям» «Фома» 19.03.2014
- «Священник на Паралимпиаде: спортсмены стали для нас настоящими маяками» Милосердие.ru 19.03.2014
- Радиоэфир «ВОСКРЕСЕНИЕ» Точка зрения — 45 14.02.2014
- «„День влюбленных“ — это праздник коммерческий и сексуально развратный» «Русская народная линия» 13.02.2014
- Радиоэфир «ВОСКРЕСЕНИЕ» Точка зрения — 44 07.02.2014
- «Куда смотрит мир с надеждой?» «Православие и мир» 23.01.2014
- Радиоэфир «ВОСКРЕСЕНИЕ» Точка зрения — 41 17.01.14

## Публикации

##### Центр религиоведческих исследований во имя священномученика Иринея Лионского
- Как сектанты «исследуют Писания» 28.04.2014

##### Институт русского языка
- «УТОЧНЕННАЯ СЛАВЯНСКАЯ ПСАЛТИРЬ» 2013

##### «Православие и мир» интернет портал
- «Иеромонах Макарий (Маркиш): Давка возникшая во время раздачи кулича знакома многим священникам»13.04.2015
- «Приложение „Помощник в Исповеди“ — это игра с огнём» 02.04.2015
- «Гордость — это штаб-квартира дьявола в душе» 15.01.2015
- «Как добыть Жар-птицу счастья?» 31.12.2014
- цветок, или Дар рассуждения. Истинное происшествие" 26.11.2014
- «Основу русской культуры составляет православие» 12.11.2014
- «Человек вам завидует? Сделайте ему комплимент» 27.10.2014
- «…Да в ней намек» 20.10.2014
- О сносе памятника Ленину: «Что немцу здорово, то русскому смерть» 02.10.2014
- «Воровать, но отдавать часть денег на благие дела?» 25.09.14
- «Портрет гуся, или Как извлечь пользу из злословия» 23.09.14
- «„Выплеск эмоций“, или Как поставить заслон злу?» 10.09.2014
- «Как подражать Петру и Павлу?» 17.07.2014
- «Любовь к отеческим гробам» 7.06.2014
- «Христианская жизнь: инструкция по эксплуатации» 16.05.2014
- «Иеромонах Макарий (Маркиш) о Дне Православного Мужчины: проблема датировки» 11.05.2014
- «Осуждает ли Христос богатство?» 7.05.2014
- «Двоюродные братья. Обмен талантами в XXI веке» 15.04.2014
- «Христос „для лохов“ и „для конкретных пацанов“» 01.04.2014
- «Куда смотрит мир с надеждой?» 23.01.2014
- «Американский маршрут к моей России» О книге «Моя Америка» Александра Дворкина 29.10.2013
- «Иеромонах Макарий (Маркиш): В Светлый четверг и День Победы я впервые вошел в алтарь» 9.05.2013
- «О тактике и стратегии информационной войны за Церковь» 4.02.2013
- «Молитва напоказ или молитва перед людьми?»19.10.2012
- «„Жадные церковники“ с другого берега» 1.10.2012
- Сталинграда: диалог по делу" 7.09.2012 (недоступная ссылка)
- Ничего личного, или Сталинград в Хамовниках" 14.08.2012
- «Семья на грани гибели» 4.08.2011
- «Псевдоблагочестие в семье» 27.07.2011
- «К победе над извращениями» 27.07.2011
- «Вражда между православными и мусульманами — яремная вена сегодняшней России» 23.05.2011
- «Город Назарет, день Благовещения (из воспоминаний прошлого века)» 7.04.2011
- Освятить что-либо не значит «взять над этим контроль» 11.03.2011
- «Приключения и подвиги» 26.07.2010
- «О псевдоправославии»16.06.2010
- «О духовной жизни и прелести» 16.06.2010
- «Действовать приходится по обстановке» 15.09.2010

##### "Истина"православный журнал
- «Нравственная дезориентация  и христианская ориентация»
- «Клиповое сознание» 15.05.2012
- «Нравственная дезориентация и христианская ориентация»
- «Как помочь сыну алкоголику?»

##### «Православие.ru»
- «Соцсеть „ЕЛИЦЫ“ делает церковь открытой для всех» 24.03.2015
- «Чтобы слово не было праздным…» 01.10.2014
- Перевод с англ. журнал «The American Thinker». Роберт Оскар Лопес: «Политическая проблема зла» 02.09.2013
- Священники о Рождественском посте: «Пост — это возможность измениться сейчас, а не потом или в старости» 26.11.2012
- Слово пастырей: «ТВ соблазн или порядок?» 17.09.2012
- «Россия-1»: «Без страха перед волком» 13.09.2012
- Слово пастырей: «Народ Божий и идолы современности. Часть 1» 02.08.2012
- Слово пастырей: «Путь к идеалам святой Руси. Вспоминая святого князя» 27.07.2012
- Слово пастырей: «Крещение Господне. Традиции и путь богоуподобления» 18.01.2012
- «Сохранить младенца» 11.01.2012
- «А воз и ныне там…» 19.12.2011
- "…Чувствую мощь!"интернет как новое измерение в околоцерковном пространстве 08.07.2011
- «Красота — на спасение или на погибель?» 26.11.2010

##### Журнал «Нескучный сад»
- «Евангельское чтение: Христос и расслабленный» 2.08.2013
- «Кого считать путешествующим?» 17.08.2011
- «Патриотизм помогает исполнить заповедь любви» 25.02.2010
- «Как важно быть трезвым» 8.09.2008

##### «Правда.ru»
- «Кто расставляет антицерковные „сети“»? 14.06.2012
- «Защита веры как социальный долг верующих» 23.11.2012
- «Совместимы ли успех в миру и Православие?» 14.09.2012
- «Как относится к приметам Церковь?»17.02.2011
- «Виртуализация духовной жизни — греховная страсть» 25.04.2011
- «Грех ли лишний вес? или „Благословите похудеть!“» 28.01.2011
- «Чудеса в наши дни» 17.09.2010
- «От страха перед миссией поможет психиатр и чтение Евангелия» 17.06.2010

##### «Русская народная линия» информационно-аналитическая служба
- «Если я вижу выгребную яму, то я не сую туда нос» 16.04.2014
- «Порядочность и честность делают Путина самым популярным лидером на Западе» 11.04.2014
- «„День влюбленных“ — это праздник коммерческий и сексуально развратный» 13.02.2014
- «Дмитрий Медведев обвинил западные СМИ в провоцировании русофобии» 24.01.2014
- «Надо ставить точку на данной теме» О беспощадной борьбе с религией в советское время … 06.11.2013
- «Россия подвергается информационным, культурным, духовным инфекциям» 17.12.2013
- Подвиг выбора 04.09.2013
- Проституция, писатель, педофилия 25.10.2012
- «Молитвы моя Господеви воздам пред всеми людьми Его» 19.10.2012
- «Кому-то нужно отдать своё сердце» 11.04.2012
- «Дальние края научили меня любить Родину…» 01.03.2012
- Как возродить традицию?14.01.2012
- «А воз и ныне там…»20.12.2011
- «…Чувствую мощь!» Интернет как новое измерение в околоцерковном пространстве 08.07.2011
- Будьте дружелюбны!18.02.2011
- Красота — на спасение или на погибель?"Как сказал Достоевский, красота спасет мир!"27.11.2010
- Почему дети воцерковленных родителей уходят из Церкви?17.09.2010
- Иеромонах Макарий (Маркиш): Левада-Центр пытается уничтожить здоровье нашего общества 09.08.2010
- Иеромонах Макарий (Маркиш): «СМИ склонны обращать внимание на маргинальные стороны миссии»28.06.2010
- «От болтовни до бомбы: русофобия на правах рекламы (Итоги одного эксперимента)» 07.05.2010
- Иеромонах Макарий (Маркиш): «Необходима некоторая акцентуация на страданиях Спасителя»01.04.2010
- Иеромонах Макарий (Маркиш): «Я считаю себя обязанным возразить Путину»05.06.2009
- Иеромонах Макарий (Маркиш): Зачем нам жаргонное словцо «gay»?02.04.2009
- Лишение свободы: от поражения к победе 21.03.2009
- В зеркале православной миссии 09.04.2008
- Что им в нас нравится, или наше зло в чужом зеркале 15.12.2007
- Спорт противоположен лени 27.07.2007
- Служение богу по имени Фан 29.09.2006
- Государство и духовная школа: шаги навстречу 20.03.2006
- «Письмо пятисот» комментируют в Израиле 05.07.2005
- «Препятствие к объединению»22.03.2005
- «В поисках исповеди» 02.09.2004
- Работорговля, XXI век 22.03.2004
- Разговор про Распутина: человек под перекрестным огнём 21.03.2003
- «Ожидаемый удар» 01.12.2003
- «Единым православным голосом» 02.10.2003
- Преподобномученица Елизавета и убиенный Григорий: урок XXI веку 11.03.2003
- Совесть, или крест над городом 17.02.2003

##### Публикации на сайте митрополии в рубрике «Проекты»
- Вопрос о йоге
- «От мыльной оперы — к жизни»
- «Нужны ли детям прививки?»
- «Школьные враги»
- «Любовь или зависимость?»
- «Свет знания против секты»
- «Уважительная причина»
- «Пожалеть себя?…»
- «Нерешительность»
- «Воры и совесть»
- «Письмо в туберкулезную зону»
- «На пороге свободы»
- «Два письма»
- «…Последняя горше первых»

##### «Одигитрия»
- «Брак: Церковный, „гражданский“, никакой…» март 2012
- «Два пути: „искать“ и „найти“» январь 2012
- «Любви учатся всю жизнь, до последнего вздоха» 1.01.2010

##### Православная газета «ВЕРА» — «ЭСКОМ»
- «Кому-то нужно отдать своё сердце» апрель,2012
- «В столь серьёзном деле, как семейная жизнь и воспитание детей, не принимайте на веру ничего без тщательной проверки»

##### «Русский дом»
- «Связь веков» 20.06.2010
- «Яблоко»
- «Почитание икон в штате Массачусетс»

##### «Милосердие.ru»
- «Священник на Паралимпиаде: спортсмены стали для нас настоящими маяками» 19.03.2014
- «Требовать от каждого, чтобы немедленно отказался от курения, не всегда правильно» 28.05.2012

##### Журнал «Фома»
- «Паралимпийцы стали для нас образцами правильного отношения к жизни и страданиям» 19.03.2014
- «Служение Богу по имени ФАН» 1.01.2008

##### «Русская православная психология»
- «Кощей Бессмертный XX века. Книга о фрейдизме»

##### «Благовест»
- «Бог привел меня из небытия в бытие…» 15.11.2012

##### «Церковный вестник»
- «Чудо неотделимо от личностного бытия» 20.08.2012

##### «Избери жизнь» сайт о преодолении суицида
- «Смысл жизни» 29.03.2011

##### Religare.ru
- «Православие — это полнота жизни, видимого и невидимого мира… Нам нечего прятать» 26.05.2009
- «Об отце» 8.02.2004

##### Pomogi.me
- «Права человека — это средство, а не цель»

##### «Миссионерский отдел Санкт-Петербургской епархии»
- «В каждом приходе — папа, или итоги 12 лет Синодального постановления о пастырстве»

##### Аналитическое обозрение «Радонеж»
- «От болтовни до бомбы: русофобия на правах рекламы (Итоги одного эксперимента)»
- Лишение Свободы: от поражения к победе
- «Кирпичики» духовной разрухи
- Гарри Поттер и православная миссия (Прот. Дэвид Мозер и иеромонах Макарий)
- В зеркале православной миссии
- Что им в нас нравится
- Рекомендациям быть, цензуре — нет
- Печатное слово и мамы римские
- Ложная цель
- Новогодний пейзаж
- Ориентироваться в «нетрадиционной ориентации»
- Дух «Радонежа» над Западной Европой: кошмар протодьякона Питера
- Путь к цели: защита среды обитания
- «Не было бы счастья, да несчастье помогло»
- Русская эмиграция: миссия продолжается
- Почему освистали министра
- Православная ярмарка: легкое и серьезное отношение к делу
- Что в имени?…О монашестве, с любовью
- О «Розе мира»
- Чем пахнет «Роза мира»
- СОЛДАТЫ СВОБОДЫ (Православная журналистика)
- К десятилетию газеты «Радонеж»
- «Препятствие к объединению»
- От правды до кривды, или почему заскучал г-н Даниэль
- Вырастить наследников
- После Беслана: опыт публичного покаяния
- В поисках исповеди
- Интеллигент между Христом и истиной
- «…Тварь ли я дрожащая, или право имею?»
- УМЕР РОНАЛЬД РЕЙГАН
- Содомский вопль
- Предвиденный удар
- Детский сад, или Aggiornamento
- Не обознаться в густой тьме

##### «Священник отвечает» Интернет страница
- "Кто виноват? «Давайте уничтожим ад!»
- «Православие и программирование» 2001
- «Звезды Востока. Памяти мучеников Боксерского восстания»
- Напутствие паломнику: «По святым местам — за святыней» «Священник отвечает»
- «В рай — по справедливости?» «Священник отвечает»
- «Половая тряпка». Проповедь в Неделю Православия. «Священник отвечает»
- «Миссионерский семинар» «Священник отвечает»

##### Церковный вестник
- «Безответственность» январь 2008

## Видео

##### ТВ"Союз"
- ТВ"Союз" Беседы с батюшкой 9.03.2015
- ТВ"Союз" Беседы с батюшкой: «Рождество Христово» 06.01.2015
- ТВ"Союз" «Беседы с батюшкой: На вопросы телезрителей отвечает иеромонах Макарий (Маркиш)» 11.11.2014
- ТВ"Союз" «Беседы с батюшкой: На вопросы телезрителей отвечает иеромонах Макарий (Маркиш)» 20.10.2014
- ТВ"Союз" «Беседы с батюшкой: На вопросы телезрителей отвечает иеромонах Макарий (Маркиш)» 25.08.2014
- ТВ"Союз" «Беседы с батюшкой: На вопросы телезрителей отвечает иеромонах Макарий (Маркиш)» 04.08.2014
- ТВ"Союз" «Беседы с батюшкой: На вопросы телезрителей отвечает иеромонах Макарий (Маркиш)» 30.06.2014
- ТВ"Союз" «Беседы с батюшкой: На вопросы телезрителей отвечает иеромонах Макарий (Маркиш)» 20.04.2014
- ТВ"Союз" «Беседы с батюшкой: На вопросы телезрителей отвечает иеромонах Макарий (Маркиш)» 24.03.2014
- ТВ"Союз" «Беседы с батюшкой: О речи патриарха на епархиальном собрании г. Москвы» 30.12.2013
- ТВ"Союз" «Беседы с батюшкой: Социальные проблемы» 3.12.2013
- ТВ"Союз" «Беседы с батюшкой: Учеба и работа» 18.11.2013
- ТВ"Союз" «Беседы с батюшкой: Молодёжное служение в церкви» 18.08.2013
- ТВ"Союз" «Беседы с батюшкой: Вопросы православной веры» Подготовка к причастию. 24.06.2013
- ТВ"Союз" «Беседы с батюшкой: Информационное пространство» 15.03.2013
- ТВ"Союз" «Беседы с батюшкой: Рождественские чтения 2013» 24.01.2013
- ТВ"Союз" «Беседы с батюшкой: Миссионерство» 20.11.2012

##### ТВ"Спас"
- ТВ"Спас" «Фома». Диктатура досуга.

##### Медиа Отец
- Медиа Отец. Католики платят по счетам 25.03.2013
- Медиа Отец. Твой ПОСТ в ТОПЕ 48 дней 28.03.2013
- Медиа Отец. О коррупции 07.04.2013
- Медиа Отец. Православие: «жареные сюжеты» 25.04.2013
- Медиа Отец. О педерастии 20.02.2013

## Радиоэфиры

##### «ВОСКРЕСЕНИЕ» Радиостанция Екатеринбургской епархии
- Точка зрения — 76 19.12.2014
- Точка зрения — 75 11.12.2014
- Точка зрения — 70 «Церковь и гомосексуалисты» 24.10.2014
- Точка зрения — 69 «Четырехдневная рабочая неделя» 24.10.2014
- Точка зрения — 64 28.08.2014
- Точка зрения — 63 21.08.2014
- Точка зрения — 56 26.06.2014
- Точка зрения — 55 19.06.2014
- Точка зрения — 51 10.04.2014
- Точка зрения — 50 03.04.2014
- Точка зрения — 45 14.02.2014
- Точка зрения — 44 07.02.2014
- Точка зрения — 41 17.01.2014

##### «Радонеж»
- Эфир Радио «Радонеж»

## Лекции
- Предание. Ру — православный портал
- Недоумения, суеверия, предрассудки: вопросы и ответы
- Православное мировоззрение: вопросы и ответы
- О Священном Писании: вопросы и ответы
- О воспитании детей: вопросы и ответы